# Ливо (провинция Тренто)
Ли́во (итал. Livo) — коммуна в Италии, расположена в провинции Тренто региона Трентино-Альто-Адидже.
По данным Национального института статистики, на 01.01.2023 года, население коммуны составляло 754 человека, плотность населения ─ 49,55 чел./км². Занимает площадь 15,22 км². Почтовый индекс — 38020. Телефонный код — 0463.
Покровителем коммуны почитается святой Мартин, празднование 11 ноября.

## Население
Название жителей ─ медзалони (итал. mezzaloni).

## Администрация коммуны
Главой коммуны является мэр Вилли Дзанотелли (итал. Willi Zanotelli), с 22 сентября 2020 года.